# Luci Rubel·li Gemin
Luci Rubel·li Gemin (en llatí: Lucius Rubellius Geminus) va ser un magistrat romà del segle i. Va ser cònsol l'any 29 junt amb Gai Fufi Gemin, durant el regnat de l'emperador Tiberi, que era qui nomenava de fet els cònsols. L'esmenta Tàcit als Annales.